# Aeroportul Taloyoak
Aeroportul Taloyoak (IATA: YYH, ICAO: CYYH) este un aeroport din Taloyoak⁠(d), Nunavut, Canada.
Situat la o altitudine de 27 m, aeroportul dispune de 1 pistă.

## Infrastructură

### Piste
Aeroportul dispune de o singură pistă. Pista are orientarea 15/33. 